# Корр, Карен
Ка́рен Корр (англ. Karen Corr) — североирландская бывшая профессиональная снукеристка, теперь играет на профессиональном уровне в пул. Стала первой женщиной-снукеристом, которой удалось получить лицензию профессионального снукерного тренера.

## Биография и карьера
Карен Корр родилась 10 ноября 1969 года в Северной Ирландии. В 8 лет её семья переехала в Англию. Карен начала играть в снукер в 14 лет, а в 15 приняла участие в своём первом официальном турнире (Лестер, Англия). В 1990 году Корр впервые стала победительницей чемпионата мира, и затем ещё дважды повторяла это достижение (в 1995 и 1997). В 1991-м она вышла в финал женского парного разряда турнира World Masters, но в паре с Энн-Мари Фаррен уступила Эллисон Фишер и Стейси Хиллъярд.
В июне 1998 года Карен Корр сменила место жительства, улетев в Америку. С того же времени она начала играть в пул на профессиональном уровне. В 2001 году Корр заняла первое место в мировом рейтинге, и оставалась № 1 на протяжении двух лет. С тех пор её основное внимание уделяется пулу, в котором она выиграла множество титулов.